# 不冻泉站
不冻泉站位于中国青海省玉树州治多县索加乡与曲麻莱县曲麻河乡交汇处、可可西里国家级自然保护区展示区境内，海拔4611米。为青藏铁路的无人驻守车站，由青藏铁路集团公司格尔木车务段营运。

## 历史
不冻泉站随青藏铁路格拉段始建于2001年，2003年5月铺轨至本站，2006年7月1日启用。原车站至下行邻站楚玛尔河站区间46.7公里，为青藏铁路上最长的单线区间。为此，铁路部门于2016年9月在两站区间新设清水河站、上行至望昆区间（原区间里程36千米）新建昆仑山站，同时计划将本站到发线长度由720米延长至900米并新增接触网作业车停留线。
2020年7月1日开始，不冻泉站开办临时客运业务，每日有始发往格尔木的临时旅客列车停靠。

## 车站结构
不冻泉站站房为架空板房，长30.3米、宽6.9米、架空0.4米。站场有到发线3条，有效长度720米，拉萨端有长50米的安全线1条；到发线站房侧设旅客站台1座，长50米、宽4米。车站股道计划将在青藏铁路格拉段电气化工程中延长至900米，并新设长360米的接触网作业车停留线1条。